# Джозеф Бенкс
Сер Джо́зеф Бенкс (англ. Sir Joseph Banks; 13 лютого 1743, Лондон, Англія — 19 червня 1820, Лондон, Велика Британія) — англійський ботанік, дослідник, натураліст, президент Лондонського королівського товариства. Учасник першої подорожі Джеймса Кука у Тихому океані. Джозеф Бенкс мав значний вплив на розвиток природничих наук, був меценатом. Завіз значну кількість рослин з колоній до Європи.

## Визнання
Ім'я Бенкса носять близько 80 рослин. На його честь названо астероїд 13956 Бенкс.